# Кусевицкая, Наталия Константиновна
Наталия Константиновна Кусевицкая (1 октября 1881, Москва — 11 января 1942, Бостон) — скульптор, жена дирижёра С. А. Кусевицкого.

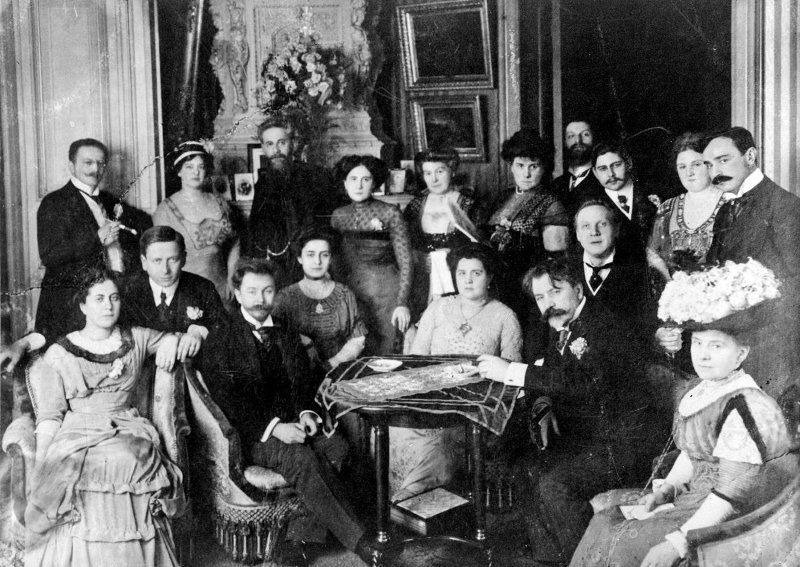
Сергей и Наталия Кусевицкие (стоят справа) в Берлине. Среди остальных на снимке: Александр Скрябин, Татьяна Шлёцер, Фёдор Шаляпин, Артур Никиш (сидят вокруг стола). Март 1910 г.

## Биография
Родилась 1 октября 1881 в семье московского миллионера К. К. Ушкова, известного мецената и почётного директора Московского филармонического общества, одного из первых пайщиков Московского художественного театра. Женившись на наследнице чаеторговца А. С. Губкина, К. К. Ушков отец получил большое приданое, которое многократно преумножил. В семье было две дочери; старшая сестра, Анна (3 марта 1878, Елабуга — 8 января 1962, Бостон), была замужем за А. Н. Наумовым.
Получила великолепное домашнее образование: свободно владела немецким, французским, английским языками; «при ней безотлучно находилась, в качестве наставницы, дочь известного московского педагога и директора основанной им гимназии – Екатерина Францевна Крейман, старая дева, высокая, худая, некрасивая, но умная и слегка экзальтированная особа. С нею Наташа ездила путешествовать за границу и прожила целую зиму в Париже»: посещала лекции в Сорбонне, слушала лекции М. М. Ковалевского в Русской высшей школе общественных наук; занималась в мастерской А. С. Голубкиной. Кроме того, брала уроки игры на фортепиано у Е. А. Бекман-Щербины.
В 1905 году в Дрездене вышла замуж за музыканта Сергея Александровича Кусевицкого. Была его ближайшей помощницей в организации концертов. Сразу после свадьбы Кусевицкие уехали за границу, где, в основном, жили до апреля 1909 года.
В марте 1909 года, в Берлине, Кусевицкими было основано «Российское музыкальное издательство». А. В. Оссовский в воспоминаниях о Рахманинове отметил:

Рядом с ним восседала его супруга Наталия Константиновна («Наташочек», как называл её Кусевицкий) — довольно полная белолицая блондинка среднего роста, с голубыми глазами и лёгким румянцем на щеках; тонкие, недобрые губы её были всегда плотно сжаты; общее выражение лица было неприветливое, несколько надменное. Наталия Константиновна была молчалива, как сфинкс, мнения своего не высказывала, участия в голосовании не принимала, но про себя, несомненно, делала выводы из выслушанных высказываний членов совета и затем втихомолку воздействовала на мужа. 
— С. В. Рахманинов
Одна из самых близких к семье Кусевицких людей — их бухгалтер и администратор Л. Ф. Рыбникова — вспоминала:

Конечно любовь С.А. к Н.К. была не бескорыстной, а жена его очень любила и всё для него делала, но держала в руках, следила за каждым шагом, вообще очень его ревновала <...>
Все дела мне больше всего приходилось вести с Натальей Константиновной, а не с Сергеем Александровичем, а уж денежные — так исключительно с ней.
— Анциферов А. А. К атрибуции произведения А. С. Голубкиной «Дама» // Третьяковские чтения. 2010–2011. — М.: Инико, 2012. — С. 263-269. — ISBN 978-5-9900520-4-8. Архивировано 4 ноября 2014 года.

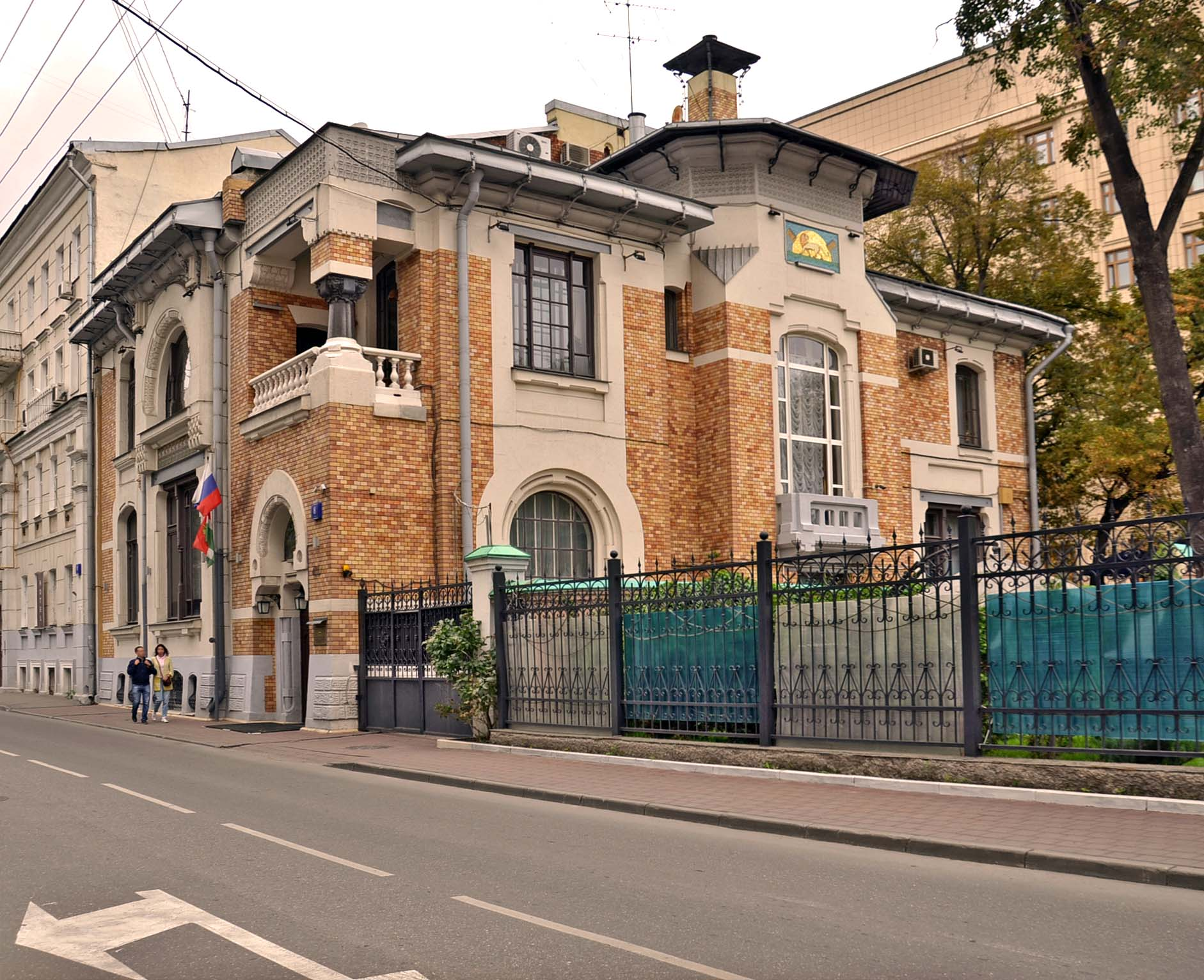
Особняк Кусевицких в Москве

В московском особняке Кусевицкой в Глазовском переулке бывали многие деятели русской и зарубежной культуры.
В 1920 году выехала с мужем в Париж, а в 1924, когда он возглавил Бостонский симфонический оркестр, поселилась в США.
Наиболее известные работы: бюст мужа, Сергея Кусевицкого и скульптурные портреты Яна Сибелиуса и Мориса Равеля. Участвовала в выставках в Париже и Нью-Йорке.
В 1910 году В. А. Серовым был написан её портрет. Ей посвящены музыкальная ода И. Ф. Стравинского (1943) и опера «Питер Граймс» Б. Бриттена (1945).
Похоронена в Леноксе (штат Массачусетс).